# Pršurići
Pršurići is een plaats in de gemeente Višnjan in de Kroatische provincie Istrië. De plaats telt 52 inwoners (2001).